# Equipo personal en el ejército romano
El equipo personal en el ejército romano se caracterizó por haber sido producido en grandes cantidades y en serie, conforme a diseños ya establecidos y para que fuese utilizado de una forma concreta. Estos diseños y usos específicos recibían el nombre de res militaris o disciplina. La práctica regular en el empleo del equipo durante las épocas abarcadas por la República y el Imperio romano llevaron a la excelencia militar y a un gran número de victorias en el campo de batalla. La palabra ejército, por su parte, procede del latín exercitus, que a su vez es un vocablo que hace referencia al ejercicio.
Según Hugh Elton, el equipo del ejército romano, y especialmente en lo que se refiere a la armadura, supuso «una ventaja significativa sobre sus enemigos bárbaros». Según Luttwak, por otro lado, un autor que se dedicó al estudio de la estrategia militar romana en mayor profundidad que las tácticas, el equipamiento romano no era de mejor calidad que el utilizado por la mayoría de sus adversarios.
Los romanos son conocidos por haber tomado prestadas las ideas sobre armas de sus enemigos. Inicialmente utilizaban armas de estilo griego o etrusco y, al enfrentarse a los celtas, adoptaron su equipamiento. Para derrotar a los cartagineses, por otra parte, construyeron una flota completa basada en el modelo cartaginés. Una vez adoptada un arma se estandarizaba.
Las armas estándar fueron variando a lo largo de la historia de Roma, aunque su equipamiento y su uso nunca fue individual.

## Equipamiento general de la infantería

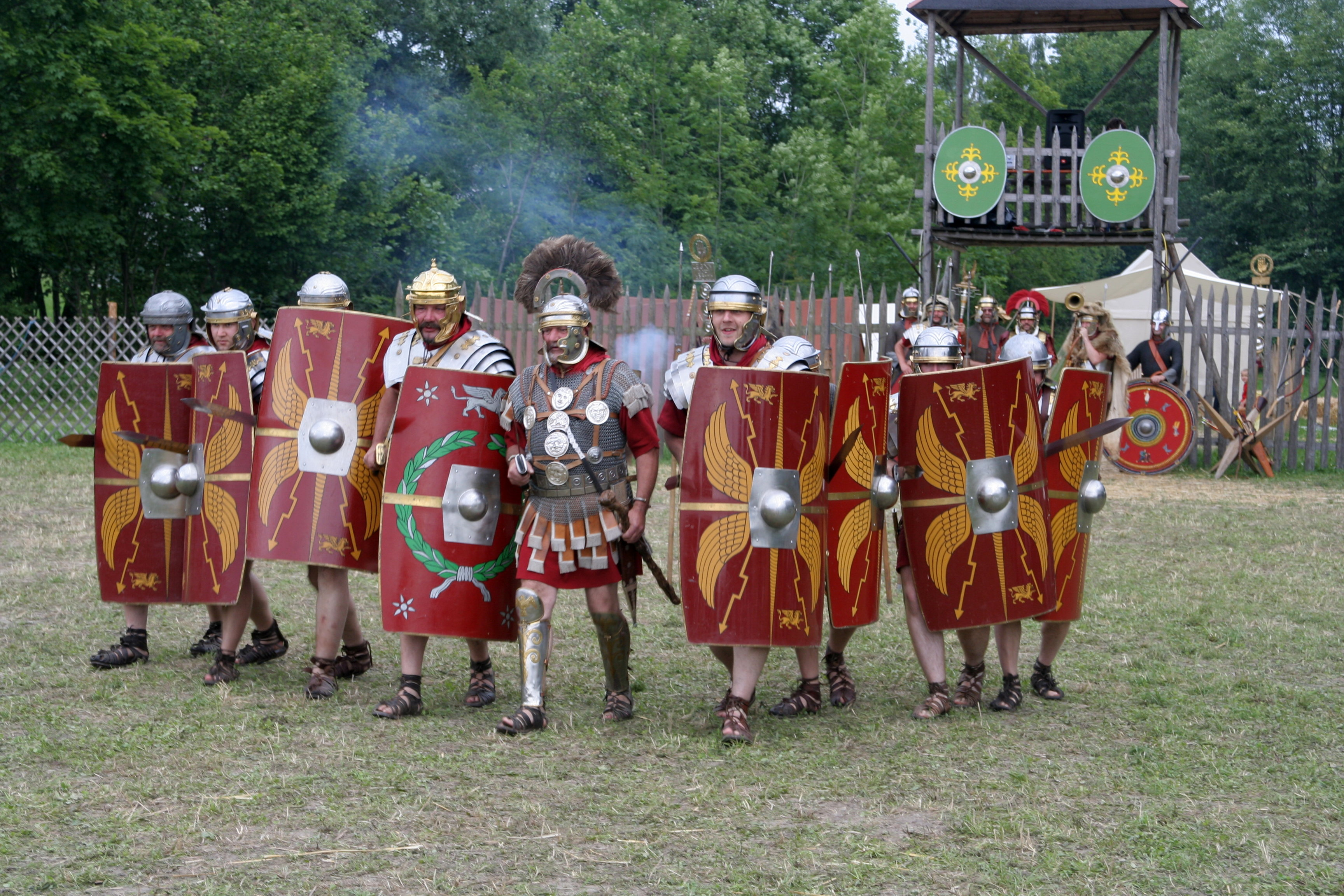
Representación del ataque característico de la Legión romana

Publio Flavio Vegecio, autor en el siglo IV de De Re Militari, describe el equipamiento que creía que había sido usado por la infantería ligera y pesada en épocas anteriores en la historia del Imperio. Los nombres de algunas de las armas cambian de las formas en latín al griego y, en general, el autor prefiere utilizar estos últimos, puede que porque el centro del poder militar romano se había desplazado ya de Roma a Constantinopla. Vegecio comenta lo siguiente:

La armadura (armatura) de la infantería era pesada, porque tenían cascos (cassis), cotas de malla (lorica squamata o catafracta), grebas (ocrea), escudos (scutum), espadas más grandes (gladius maior) que llamaban spatha, y algunas más pequeñas que llamaban semispathium, cinco dardos arrojadizos (plumbata) colocadas en sus escudos que podían lanzar al oponente al comienzo del asalto, y dos lanzas, una más grande con una punta de hierro de nueve onzas y una longitud de cinco pies y medio que llamaban pilum, pero que ahora se llama speculum, para cuyo uso los soldados estaban especialmente entrenados, y que con capacidad y coraje podían penetrar los escudos de la infantería y las armaduras de la caballería. El más pequeño tenía cinco onzas de hierro y una longitud de un pie y medio, y recibía el nombre de vericulum y ahora se le llama verutum. La primera línea, los hastati, y la segunda, los principes, llevaban esas armas. Detrás de ellos estaban los porteadores (ferentarius) y la infantería ligera, de los que hoy decimos que son el apoyo de la infantería, los portadores de escudos (scutum) con dardos (plumbata), espadas (gladius) y lanzas, armados casi igual que los soldados de hoy en día. Había también arqueros (sagittarius) con casco (cassis), cota de malla (catafracta), espada(gladius), flechas (sagitta) y arco (arcus). Había honderos (funditor) que lanzaban piedras (lapis) con hondas (funda) o lanzadores (fustibalus). Había soldados de artillería (tragularius) que lanzaban flechas desde la manuballista y la arcuballista.

A finales de la República y comienzos del Imperio la mayor parte de la infantería romana utilizaba espadas (gladii) y armas arrojadizas especiales (pila) como armas principales. A mediados y finales del Imperio romano, la mayor parte de la infantería utilizaba lanzas arrojadizas como sus armas principales.

## Armas personales

### Espadas y dagas
Casi todas las espadas y dagas romanas eran de doble filo, y podían ser utilizadas tanto para cortar como para ensartar.

#### Pugio

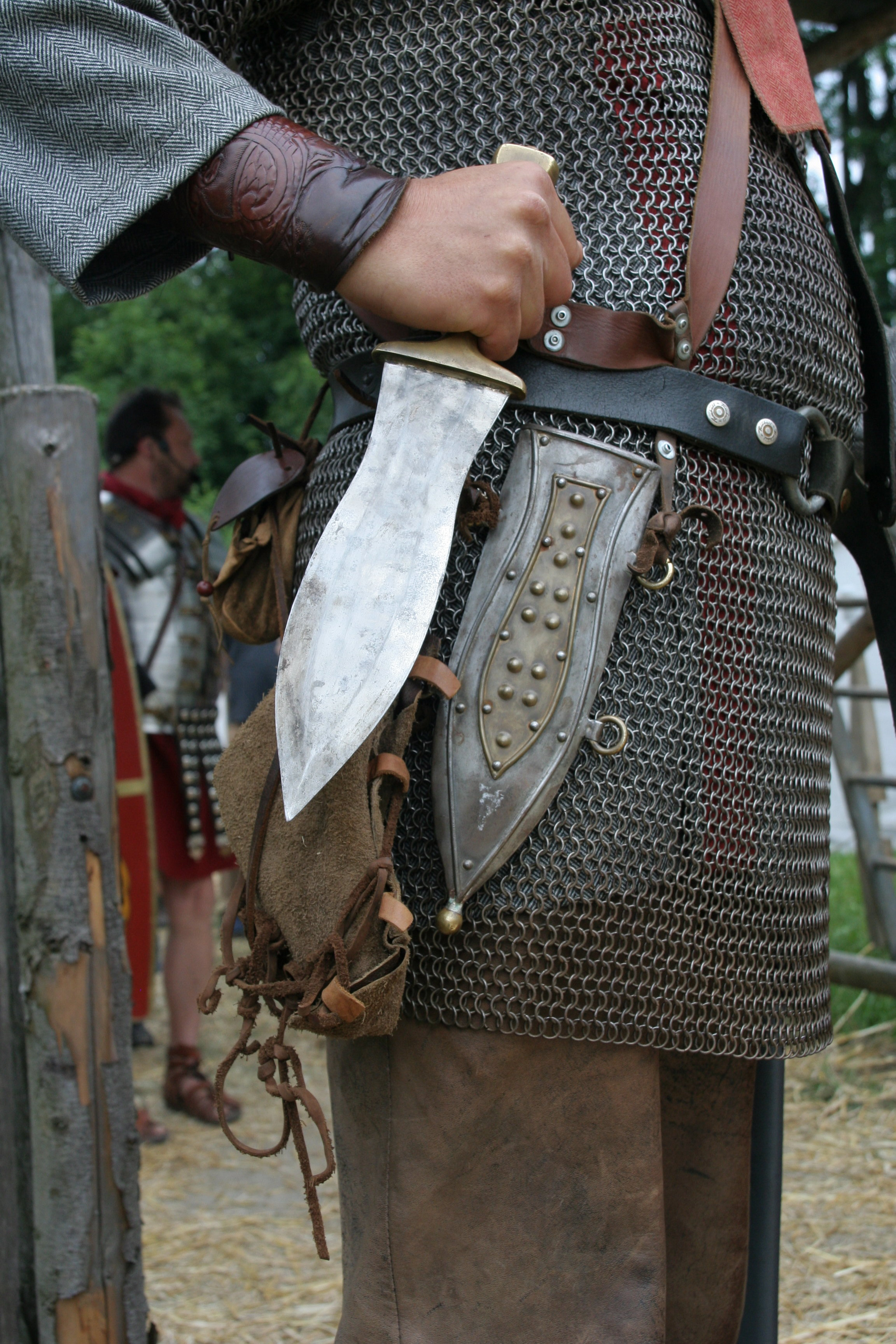
Reconstrucción de un pugio: representación de un soldado romano de una provincia nórdica

El pugio era una pequeña daga utilizada por los antiguos soldados romanos posiblemente como un arma auxiliar y elemento de prestigio. De origen celtíbero, al igual que otros equipamientos de los legionarios, la daga sufrió una serie de cambios a lo largo del siglo I. Generalmente tenía una hoja larga y en forma de hoja, de entre 18 y 28 centímetros de largo y 5 centímetros o más de ancho. Poseía un nervio central que dotaba a la hoja de resistencia y firmeza.
Resultaba un arma ideal para apuñalar, pudiendo con una buena acometida perforar una cota de malla.
Más adelante, alrededor del año 50, se modificó la unión entre la hoja y la empuñadura, que en un principio iba remachada para luego ir encajada a través de una barra insertada en la daga. Con este cambio, que no supuso en principio una gran modificación de la apariencia del pugio, se posibilitó que los filos de modelos posteriores fuesen más estrechos (de menos de 3,5 cm de ancho), con un mayor ahorro de material.

#### Gladius

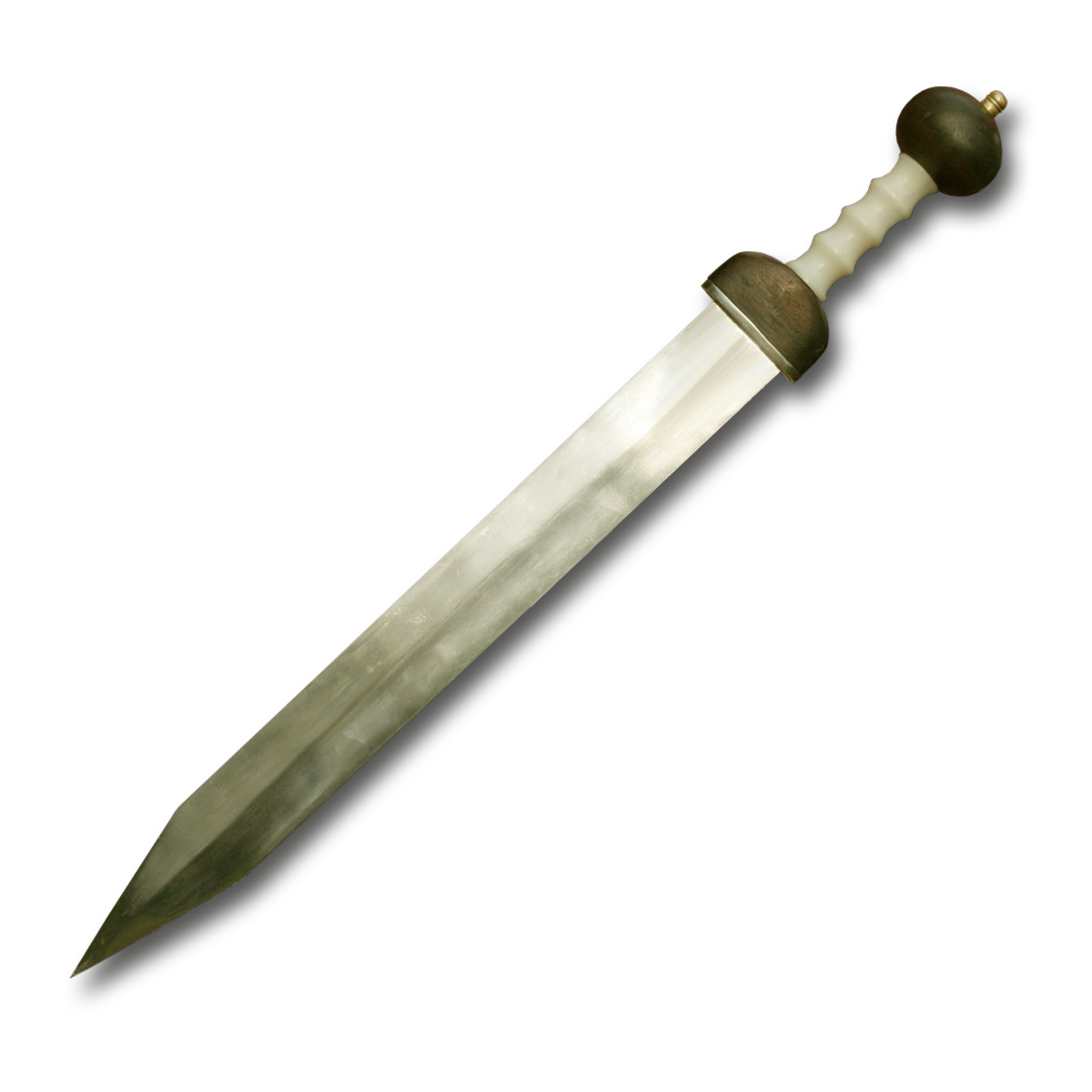
Imagen de una imitación del gladius pompeii

El término gladius fue el nombre romano utilizado generalmente para designar a la espada. En la época de la República también hacía referencia, al igual que hoy en día, a un tipo específico de espada corta utilizada por los legionarios del siglo III a. C. de unos 60 centímetros de largo.
Se llegaron a utilizar diversos diseños. Entre los coleccionistas y los recreacionistas se manejan principalmente tres tipos primarios, conocidos como el gladius Mainz, el Fulham y el Pompeii (los nombres hacen referencia al lugar en el que se encontró el ejemplar original). Excavaciones arqueológicas más recientes han descubierto otra versión, más reciente que las anteriores, denominada gladius hispaniensis.
El gladius era preferentemente un arma de apuñalamiento, arma rápida y usada a corta distancia. El soldado romano buscaba acercarse al enemigo, y aprovechaba el momento en que éste trataba de golpearle, o lo hacía inútilmente contra el escudo o la armadura, para lanzarle una veloz estocada para matarle.

#### Spatha
El término spatha hacía referencia, en latín vulgar, a cualquier tipo de espada, hasta el punto de que el término castellano espada procede directamente del latín spatha. Sin embargo, era más habitual utilizar el término para referirse a un tipo de espada más larga que el gladius, característica de mediados y finales del Imperio. En el siglo I la caballería romana comenzó a utilizar estas espadas más largas, y en el siglo II la infantería comenzó también a cambiar el arma. La mayoría pasaron a usar lanzas, pero algunos también usaban espadas más largas.
Al contrario que el gladius, la spatha permitía mantener la distancia frente al enemigo y era más adecuada para atacar con el filo en lugar de con la punta.
Otras espadas más cortas se conocían entonces somo semispathae o 'media espada'. En un yacimiento del siglo III en Künzing se encontró un ejemplar de espada corta de filo triangular y varias de filos estrechos (con filos de entre 23 y 29 centímetros). Bishop & Coulston sugieren que algunas, si no todas ellas, estaban forjadas a partir de spathae rotas. La totalidad de las espadas altomedievales de Europa y Oriente Medio provienen de estos modelos romanos tardíos. 

#### Otros tipos de armas de filo
En el siglo I la caballería sármata comenzó a utilizar un tipo de espada corta y de hoja estrecha con unos distintivos anillos en la empuñadura. En el siglo II los soldados romanos copiaron este diseño.

### Lanzas, jabalinas y armas arrojadizas

#### Hasta
Hasta (en plural hastae) es la palabra latina para hacer referencia a la lanza utilizada para ensartar. Los primeros guerreros romanos estaban equipados con hastae, y era esta arma la que daba el nombre a los soldados conocidos como Hastati. Sin embargo, durante los tiempos de la república, los hastati fueron reequipados con pila y gladii y solamente los Triarii continuaron usando esta lanza.
Un hasta era de alrededor de seis pies de largo con una punta de hierro.

#### Contus
Un contus podía ser una pica de infantería o una lanza de caballería. Eran armas muy largas y pesadas, diseñadas para ser usadas con ambas manos. La infantería romana no usaba normalmente este tipo de arma, pero algunos de sus oponentes sí. A partir del siglo II, sin embargo, algunas unidades de caballería romana utilizaron este tipo de lanza como arma principal.

#### Jabalina
Aunque los romanos solían utilizar la palabra pila para referirse a todas las lanzas arrojadizas, el término pilum también se refiere de forma específica a la lanza arrojadiza pesada utilizada por las legiones romanas. Existían, sin embargo, jabalinas más cortas y ligeras, como las utilizadas por los vélites en las legiones tempranas. Recibían el nombre específico de veruta.
El verutum era utilizado por los vélites para labores de hostigamiento, en lugar del pilum más pesado que usaban los hastati y los príncipes para hacer daño al enemigo antes de enfrentarse en combate cuerpo a cuerpo. La longitud del verutum era de unos 1,1 metros de largo, mucho más corto que los 2 metros del pilum. Su punta medía alrededor de 13 centímetros de largo, y podía ser completamente de hierro o simplemente estar revestida de metal.

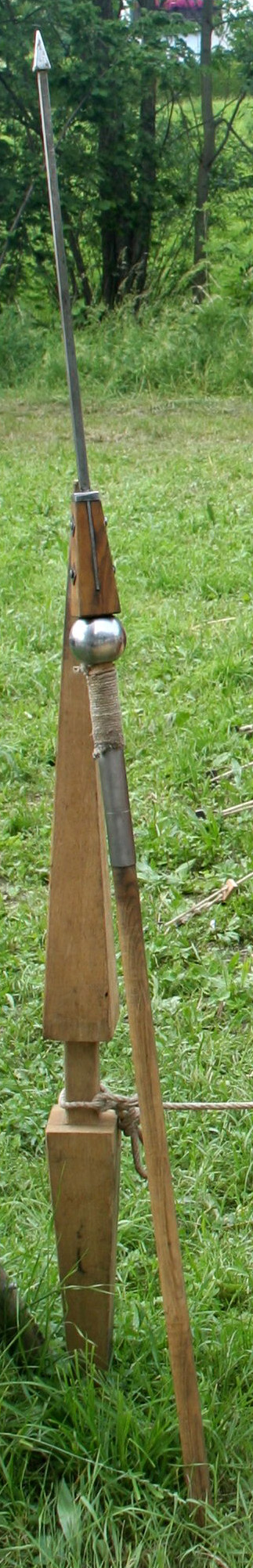
Pilum pesado

#### Pilum
El pilum (en plural, pila) era una jabalina pesada utilizada habitualmente por el ejército romano. El pilum pesado era un asta de madera a la que se le unía una vara metálica por medio de un remache, medía unos 120 cm, 60 la vara metálica. Pesaba normalmente entre 2 y 4 kilogramos, siendo las versiones producidas durante el Imperio un poco más ligeras que las de la república. La punta era pequeña y de forma piramidal, con el impacto perforaba con facilidad un escudo de madera, al ser la vara metálica más delgada que la punta se deslizaba por el agujero hecho por la punta con facilidad, alcanzando a menudo a quien se protegía con el escudo.
El pilum estaba diseñado para que la punta metálica se doblara en el impacto, dejando inmanejable el escudo y evitando que el pilum pudiera ser utilizado de vuelta contra las tropas romanas. Los romanos también usaron además del remache para este efecto el destemplado de la vara metálica. Además, servía para repararlos fácilmente después de cada batalla.
Una vez que el enemigo estaba al alcance, los legionarios lanzaban una lluvia de pila sobre ellos, causando un gran daño antes de que la batalla cuerpo a cuerpo tuviera lugar.

#### Spiculum
El spiculum era una lanza utilizada en la época tardía del Imperio romano y que sustituyó al pilum a lo largo del siglo III d. C. como principal arma arrojadiza de la infantería. 

#### Arcos y flechas
Un sagittarius estaba equipado con un arcus, y lanzaban flechas (sagitta) de madera y con punta metálica. El arma normal de los arqueros romanos era el arco compuesto clásico, hecho de cuerno, madera y tendón. En cualquier caso, Vegecio recomienda el entrenamiento de los reclutas con arcubus ligneis, es decir, con arcos de madera. Se han encontrado restos de los arcos compuestos por todo el territorio del imperio.

#### Dardos
Se denominaban plumbatae o mattiobarbuli a un tipo de dardos lastrados con plomo que llevaba la infantería romana. Se empleaban principalmente para hostigar a los enemigos, comprometiendo sus cargas y la cohesión de sus formaciones. Cada soldado portaba varios de estos dardos, posiblemente en el reverso del escudo.  

## Armadura

### Lorica segmentata

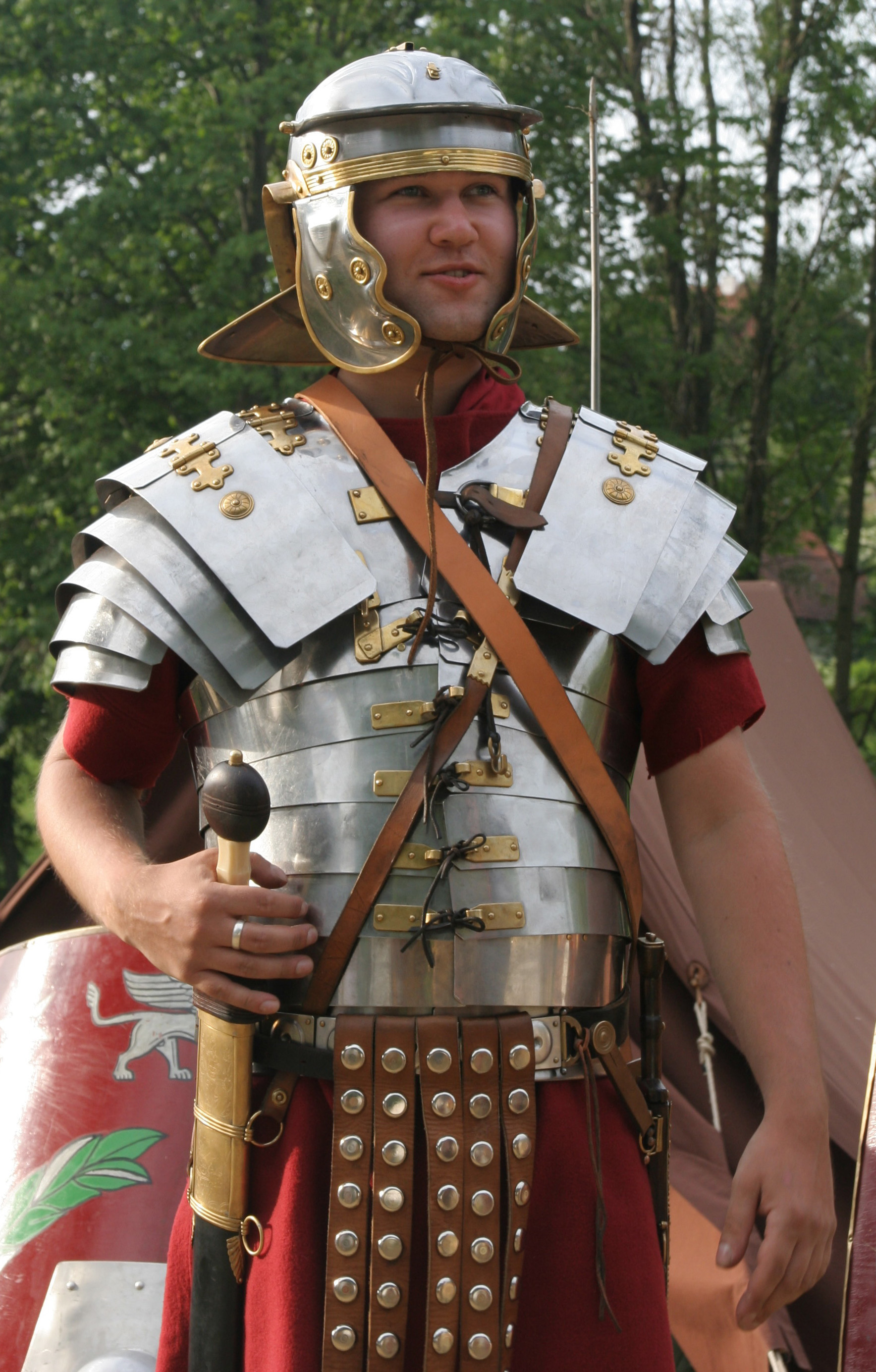
Representación histórica de un soldado romano vestido con la lorica segmentata

La lorica segmentata era un tipo de armadura utilizada principalmente durante la República romana y también hasta el siglo III en el Imperio romano. El nombre latino, sin embargo, data del siglo XVI (se desconoce el nombre que se le daba en la antigüedad).
La armadura consistía en una serie de bandas de hierro o acero atadas a tiras de cuero internas. Las bandas se colocaban de forma horizontal al torso del soldado, sobreponiéndose las unas a las otras en sentido descendente, y rodeaban el cuerpo del soldado en dos mitades laterales que quedaban atadas en la parte frontal y trasera. La parte superior del cuerpo y los hombros quedaban protegidos por tiras adicionales para los hombros y placas para la protección del pecho.
La forma de la armadura permitía que fuese almacenada de forma muy compacta, puesto que era posible separarla en cuatro secciones. Durante la época en que fue usada recibió también varias modificaciones, siendo los tipos más reconocidos el Kalkriese (c. 20 a. C. a 50 d. C.), el Corbridge (c. 40 a 120), y el Newstead (c. 120 a 250).
Hasta donde se tiene conocimiento, solamente los legionarios, la infantería pesada de las legiones romanas, y los soldados de la Guardia Pretoriana utilizaban la lorica segmentata. Las tropas auxiliares solían utilizar la lorica hamata, que era de cota de malla, o la lorica squamata, una armadura de escamas.

### Lorica hamata

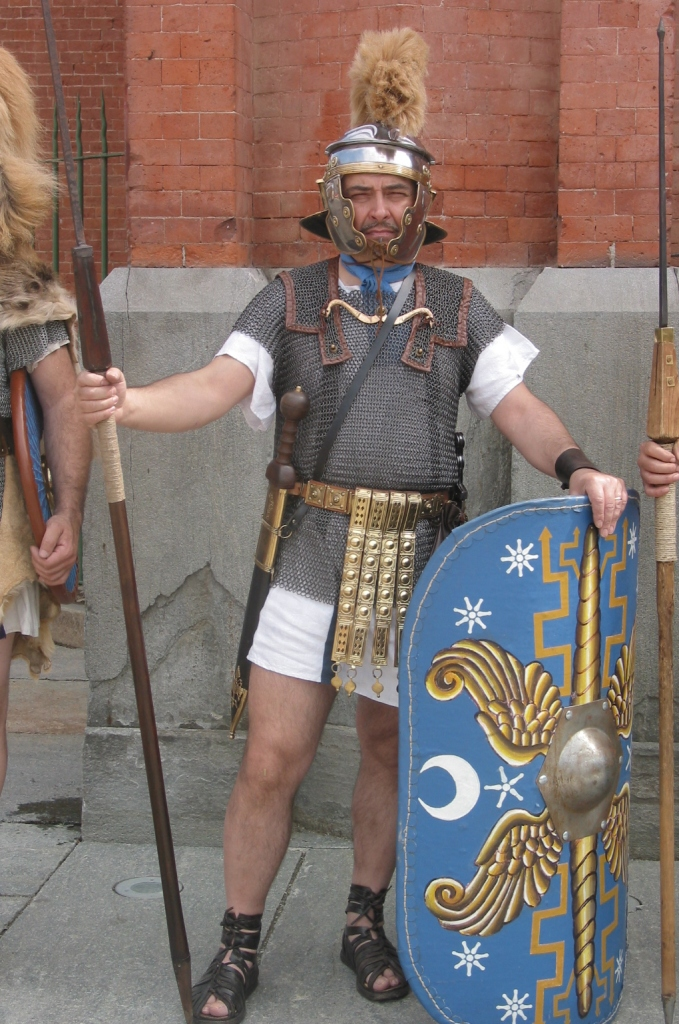
Actor equipado con la lorica hamata

La lorica hamata es un tipo de armadura de cota de malla utilizada durante la república romana en sus últimos años, así como el tipo estándar de armadura para las tropas de apoyo o auxiliares. Solían estar fabricadas con bronce o hierro. Alternaba filas de anillos verticales y horizontales entrelazados entre sí y que resultaban en una armadura muy flexible y resistente. Cada anillo tenía un diámetro interno de unos 5 mm y uno externo de unos 7.
Los hombros de la lorica hamata estaban protegidos mediante unas coberturas similares a los linothorax griegos que abarcaban desde la mitad de la espalda a la parte frontal del torso, y conectadas con enganches de metal similares a garfios. Una lorica hamata podía estar compuesta por varios miles de anillos de metal.
La tecnología para la fabricación de este tipo de cota de malla es posible que hubiese sido adquirida de los pueblos celtas. Había varias versiones de este tipo de armadura que se especializaban en función del tipo de tropa y sus actividades. Así, podía haber diferentes clases de armadura para los exploradores, la caballería o los lanceros.
Aunque este tipo de armaduras implicaban un gran esfuerzo de mano de obra para su fabricación, se cree que con un buen mantenimiento podían ser usadas de forma continuada durante décadas. Sin embargo, los ensayos modernos han demostrado que este tipo de armadura suponía una protección muy débil frente a los ataques con flechas.

### Lorica squamata

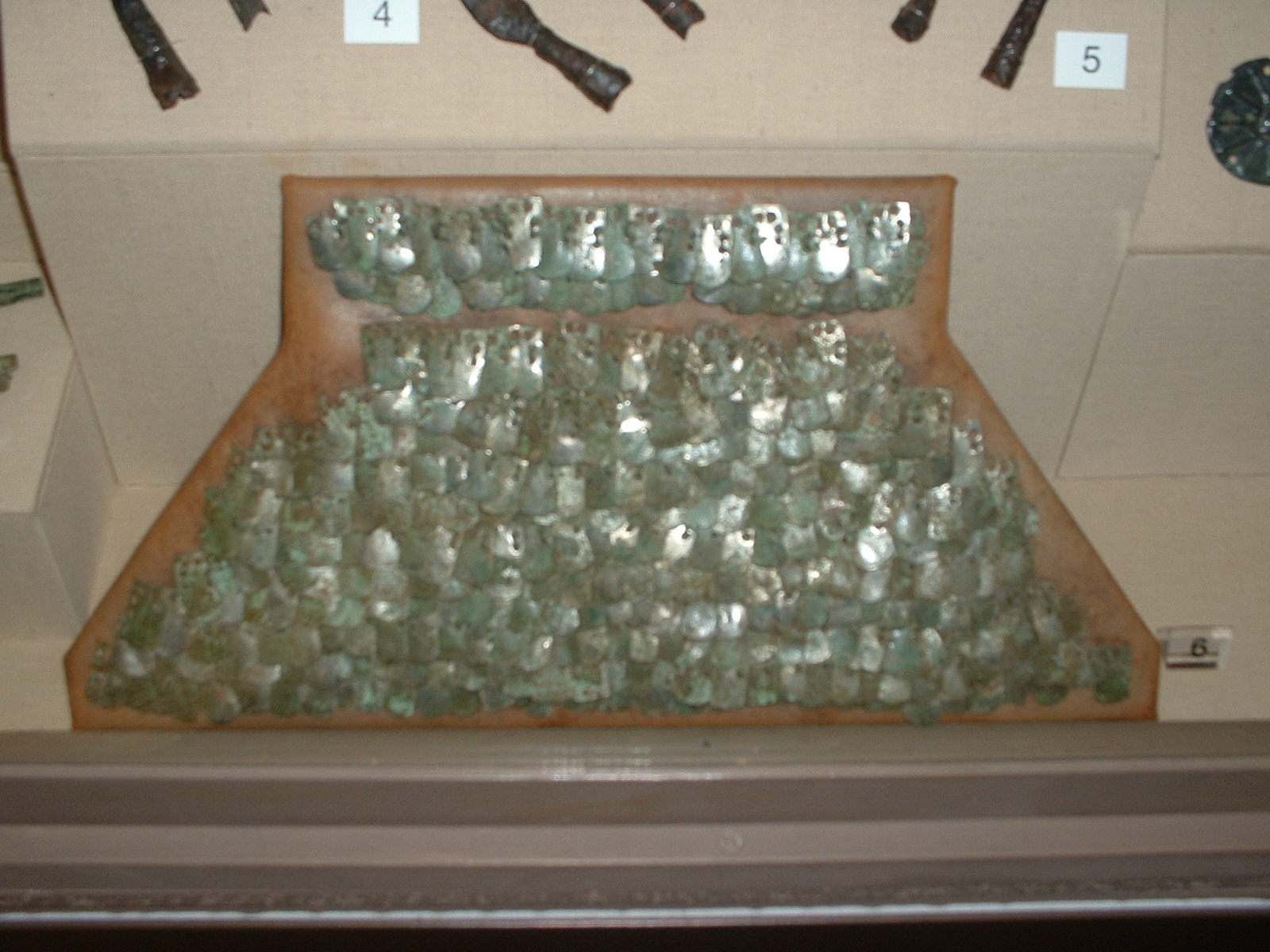
Fragmentos de la lorica squamata

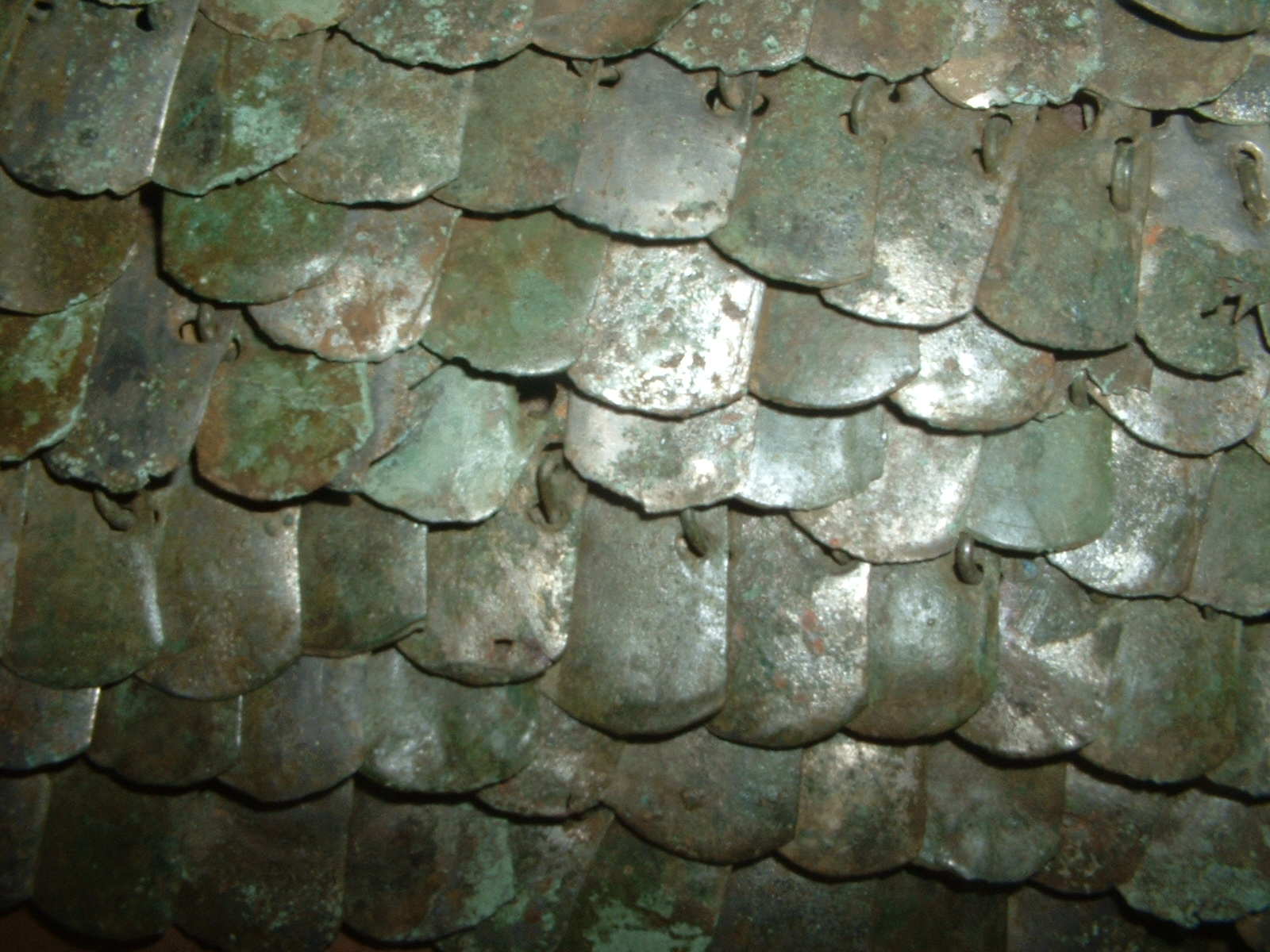
Detalle de un fragmento de la armadura. Cada placa tiene seis agujeros y las placas se unen en filas. Sólo los agujeros más bajos son visibles en la mayoría de las escamas, mientras que unos pocos muestran el par superior y el anillo de sujeción que los atraviesa.

La lorica squamata es un tipo de armadura de escamas utilizada durante la república y en periodos posteriores. Estaba formada por pequeñas escamas de metal cosidas para formar la armadura. Se suele ver en ilustraciones de portadores de estandartes, músicos, centuriones, tropas de caballería e incluso en imágenes de infantería auxiliar, aunque también podían portarlas los legionarios regulares. Este tipo de armadura tenía la misma forma que la lorica hamata, con la misma longitud y las coberturas de los hombros.
Las escamas individuales podían ser de hierro o de bronce, e incluso podían alternarse los metales en la misma armadura. Podían recibir también algún baño que les protegiese de la oxidación (nos ha llegado un fragmento de armadura con escamas de bronce con baños de metal).
El metal no solía ser muy grueso: posiblemente entre 0,5 y 0,8 mm. Sin embargo, y dado que las escamas se sobreponían unas a otras en todas direcciones, las múltiples capas daban una buena protección al soldado que la portaba. El tamaño de las escamas variaba entre 6 mm de ancho y 1,2 cm de alto hasta unos 5 cm de ancho por 8 cm de alto, estando los tamaños más comunes alrededor de 1,25 por 2,5 cm. Todas las escamas de la misma armadura solían ser del mismo tamaño, aunque las escamas de distintas armaduras podían variar de forma muy significativa. Muchas tenían la parte inferior redondeada, mientras que otras terminaban en punta o tenían la parte inferior plana con cortes en las esquinas.
Las escamas se ataban con alambres en filas horizontales, siendo estos a su vez cosidos o atados al forro interior. Cada escama podía tener entre 4 y 12 agujeros: dos o más a cada lado para coserlo al siguiente de la fila, uno o dos en la parte superior para atarlos al forro y a veces uno o dos en la parte inferior para asegurar las escamas en la siguiente fila.
Es posible que la armadura pudiese abrirse bien en la parte de la espalda o en un lateral, para que fuese más fácil de poner. La abertura quedaba cerrada con nudos.
Se ha escrito mucho de la presunta vulnerabilidad de este tipo de armaduras con un ataque ascendente, aunque es posible que se trate de un punto de vista algo exagerado.
No se han encontrado ejemplos de lorica squamata completos, si bien hay varios descubrimientos arqueológicos de algunos fragmentos, y es muy común encontrar escamas sueltas en las excavaciones, incluso en contextos no militares.

### Otras armaduras
La infantería ligera, especialmente a comienzos de la república, luchaba sin armadura. Si llevaban alguna sobre su túnica posiblemente habría consistido en algún peto de cuero duro. Esto se hacía tanto para permitir a estas tropas un movimiento más rápido como por cuestiones meramente económicas.
Durante gran parte del periodo republicano, la armadura dependía del tipo que el soldado pudiera pagarse. Y las primeras filas usaban una placa de metal, generalmente de bronce, que les cubría el corazón y parte del pecho, sujeta con tiras de cuero.
Aquellos con más poder adquisitivo usaban la cota de malla. Y los más ricos, caras corazas anatómicas de bronce, al estilo griego. Con el paso de los años, estas corazas anatómicas siguieron en uso por los oficiales de alto rango.

## Escudos

### Scutum

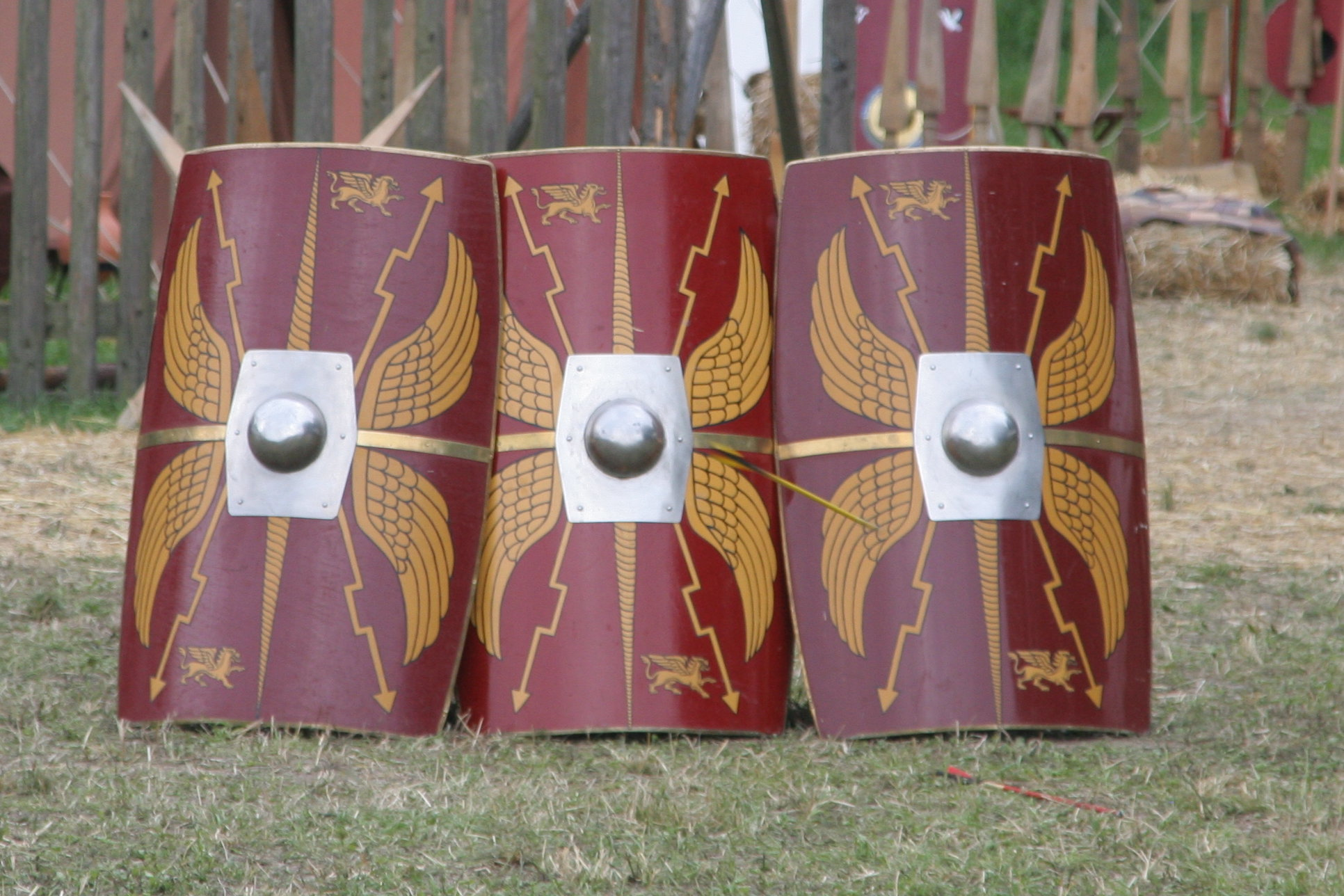
Un scutum, escudo romano

Scutum era el término en latín para referirse al escudo, aunque en tiempos más modernos ha derivado a un término para hacer referencia al escudo estándar y con forma semi-cilíndrica que llevaban los legionarios romanos.
El escudo curvo de la época de la República era ovalado, tal y como se puede ver en el altar de Cneo Domicio Enobarbo en Roma y en el monumento de Lucio Emilio Paulo Macedónico en Delfos. También se ha encontrado un ejemplo arqueológico en Kasr el-Harit, en Egipto. Más adelante el escudo fue evolucionando a una forma rectangular a comienzos del Imperio.
Los scuta (en plural) rectangulares, que a veces eran convexos y a veces planos, eran construidos principalmente a partir de tiras de madera superpuestas unas a otras y con las vetas dispuestas en direcciones opuestas, cubiertas con cuero. Esto supone que el escudo era muy resistente y, a la vez, lo suficientemente ligero (de entre 5,5 y 7,5 kg) como para ser transportado a lo largo de muy largas distancias.
El mejor ejemplo que ha llegado hasta nuestros días está en Siria, y se trata de un scutum de 0,6 metros de altura, una cuerda de 66 cm, con una longitud a lo largo de la curva de 86 cm y un grosor de entre 5 y 6 mm. Su forma curva le permitía encajar bien los golpes más fuertes, mientras que los laterales protegían mejor al soldado. Las flechas y golpes enemigos podían desviarse sin llegar a golpear con toda su fuerza al legionario.
Por otra parte, el revestimiento central del escudo (denominado umbo) estaba construido, bien de una aleación de cobre o bien de una de hierro. Se utilizaba de forma ofensiva, siendo lo suficientemente pesado y denso como para aturdir o desplazar a un oponente, lo cual facilitaba al legionario el siguiente ataque con su gladius. Los legionarios solían avanzar de forma alterna con el scutum para luego, con el scutum ligeramente alzado para bloquear al oponente, atacar con el gladius. Los bordes del escudo también se forraban de metal para mayor protección, pudiendo también ser usados de forma ofensiva.
La forma del scutum permitía las formaciones compactas de legionarios. Mediante este sistema, se superponían los escudos de forma que diesen una mayor protección contra las armas arrojadizas. De estas posibles formaciones, la más famosa es la formación en testudo, en la que los legionarios colocaban los escudos de frente y hacia arriba, consiguiendo protección también frente a proyectiles lanzados en tiro parabólico o desde lo alto (como por ejemplo flechas, u objetos lanzados por los defensores desde lo alto de las murallas).

### Parma
Parma era el tipo de escudos ovalados utilizados por el ejército romano durante el periodo tardío de la época imperial. Era usado principalmente por la infantería y caballería auxiliar, mientras que los legionarios de épocas anteriores preferían el scutum más pesado pero de mayor protección.

### Cetratus
El cetratus era un escudo ligero, utilizado por las tropas auxiliares de ejército. Era ovalado y poseía características similares al scutum, la plancha metálica que recubría la tela y el cuero, podía ser de cobre o de hierro, este era usado sobre todo por la infantería. El clipeus era un escudo semejante, la diferencia respecto a este es que lo usaba la caballería auxiliar.

## Cascos
Los cascos romanos, conocidos como gálea o cassis variaban enormemente en cuanto a su forma. Uno de los primeros en utilizarse fue el casco de Montefortino, utilizado por los ejércitos de la República hasta el siglo I a. C. cuando fue reemplazado directamente por el casco Coolus y, más tarde, por el típico casco Imperial.
El casco montefortino era una copia de bronce barata y fácil de fabricar en masa del casco galo de hierro. Tenía carrilleras que protegían la cara y un pequeño saliente en la parte de atrás, para desviar golpes de la nuca. Era lo bastante abierto, sin embargo, para permitir al legionario ver u oír sin problemas. A partir de entonces, el modelo fue evolucionando durante el Imperio, en diseños de hierro cada vez más fuertes y con mayores protecciones, pero respetando la línea original.
Sin embargo, durante el comienzo de la decadencia en el siglo III, se comenzaron a ver modelos más cerrados, que protegían más, pero limitaban la visión y audición del soldado, necesarias para ejecutar las órdenes. Lo que tal vez refleja una pérdida de la disciplina y entrenamiento necesarios para ejecutar los movimientos en combate, ordenados por los instrumentos musicales, o una simplificación o empobrecimiento de las mismas.
Las constantes crisis económicas obligaron a introducir un modelo diferente, hecho en dos piezas unidas por un refuerzo o cresta metálica. Se hizo habitual como muy tarde en el siglo IV, siendo más económico y rompiendo definitivamente con la tradición del montefortino.

## Otro equipamiento

### Túnica
La principal vestimenta bajo la armadura de todos los soldados de la república y de comienzos de la era imperial fue la túnica. Normalmente estaba hecha de lana, y los primeros diseños utilizados por los legionarios consistían en una simple tela rectangular cosida en los laterales y con huecos para los brazos. La parte superior simplemente se dejaba descosida.
Más tarde fueron apareciendo túnicas más elaboradas a las que se les añadían mangas, y que en provincias de climas más fríos era habitual utilizar junto con pantalones también de lana.

### Ballista
La ballista o balista es una antigua arma de asedio de aspecto y mecanismo similares a los de una ballesta, pero de un tamaño mucho mayor. Utilizaba un mecanismo de torsión, en lugar de flexión, para acumular la energía potencial necesaria para lanzar los proyectiles contra el enemigo. Las versiones más antiguas arrojaban flechas pesadas o proyectiles de piedra de forma esférica.
Más adelante fue evolucionando hacia un tipo de arma más pequeña y ligera, el Scorpio. En la columna de Trajano, se ve estos «escorpiones» montados sobre carros tirados por mulas.

### Balteus
El balteus era el cinturón estándar utilizado por los legionarios romanos para portar el gladius y que además, gracias a unos flecos tachonados en bronce, ofrecía una protección ligera a los cortes en la zona púbica.

### Braccae
Braccae era el término latino utilizado para hacer referencia a los pantalones de lana utilizados por las tropas.

### Catapulta
Una catapulta es un arma de asedio que utiliza un brazo para lanzar un proyectil de gran tamaño a grandes distancias en tiro parabólico. Sin embargo, el término suele utilizarse para hacer referencia a las armas de asedio con ese nombre utilizados en la Edad Media. Los proyectiles lanzados en la época romana podían ser tanto flechas como, más adelante, piedras.

### Manto
El manto utilizado por el ejército romano tenía forma de poncho. Se utilizaron dos tipos, el sagum, una capa rectangular cerrada con un broche, y la paenula,  con forma de poncho o capote, ambos de lana cubierta con aceite natural para repeler el agua y hacerlos impermeables. Se abrochaba con una fibulae o con correas.

### Caligae

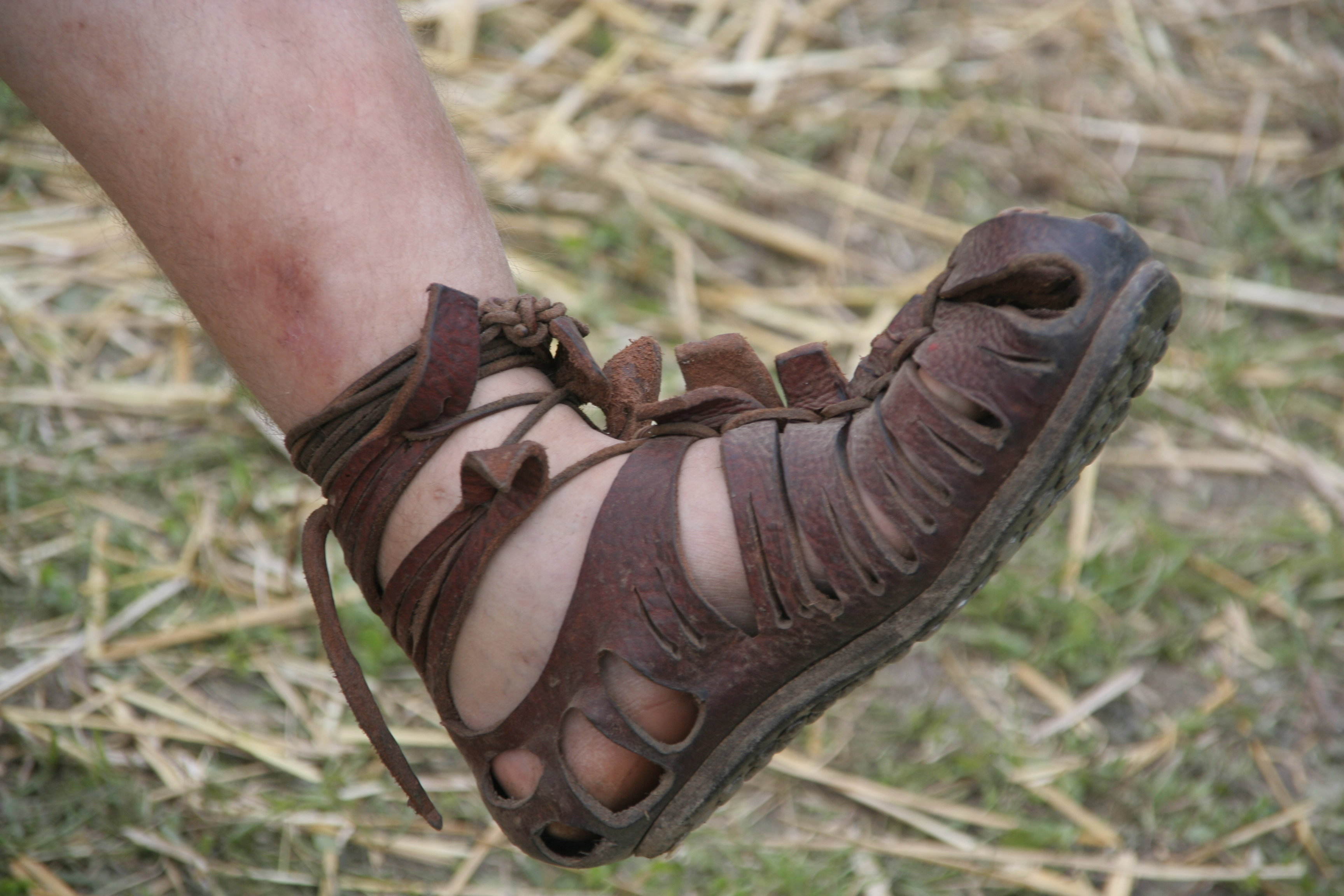
Ejemplar de caliga romana

Las caligae (en singular, caliga) eran las sandalias pesadas típicas de los soldados legionarios y auxiliares romanos durante toda la historia de la República y el Imperio.
Estaban hechas de cuero, atadas desde el centro del pie hasta la parte superior del tobillo. Adicionalmente, se añadían clavos de metal a la suela, con tres propósitos:
- Reforzar el calzado.
- Dar una mejor tracción al soldado.
- Convertir la sandalia en una posible arma en mitad de la batalla.

En determinados casos puede ser perjudicial, como en el asalto al templo de Jerusalén, donde el suelo de mármol pulido hizo resbalar a un centurión. Pero en la mayoría de circunstancias daban buena tracción. Tal vez a partir del siglo III y sin duda en el IV, las sandalias fueron sustituidas por zapatos cerrados.

### Buccina

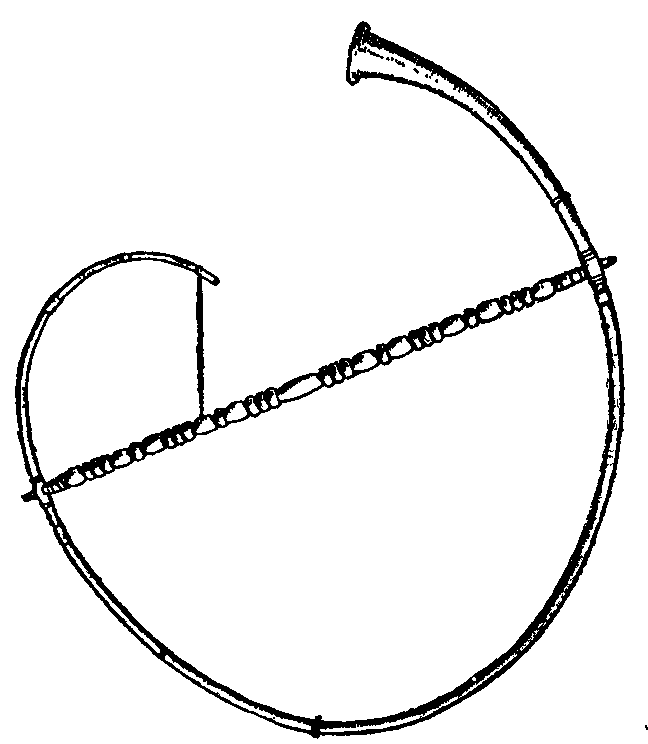
Imagen de una buccina extraída de la duodécima edición de la Enciclopedia Británica

La buccina era un instrumento musical de viento utilizado por el ejército romano. Originalmente era un tubo metálico de entre 11 y 12 pies de longitud, estrecho, y que se hacía sonar gracias a una boquilla en forma de copa. El tubo se enroscaba sobre sí mismo desde la boquilla hasta el amplificador de sonido en forma de una gran C cuya estructura se fortalecía mediante una barra que atravesaba la curva. 
El músico podía utilizar la barra para dar más estabilidad al instrumento, mientras que el tubo de sonido se curvaba por encima hasta quedar por encima de la cabeza o del hombro.
Servía para hacer diversas señales en el campamento como, por ejemplo, señalizar las guardias.
Este instrumento es el antecesor de la trompeta y del trombón.

### Focale
En la antigua Roma, denominaban focale a un tipo de bufanda utilizada por el ejército para la protección del cuello. En concreto, el focale aislaba la piel del legionario del roce continuo que producía el cuello de la armadura (sobre todo la lorica hamata o la segmentata) y el casco.

### Sudis
En la Antigua Roma, recibían el nombre de sudis las estacas que transportaban las tropas y que eran utilizadas para la construcción de los campamentos. A veces se les denominaba valus y es también frecuente, aunque incorrecto, el nombre de pilum murale, que significa muralla de lanzas.

### Sarcina
La sarcina era el macuto o mochila que transportaban los legionarios con sus enseres.

### Odre
Los campamentos romanos normalmente se construían sobre arroyos u otras fuentes de agua que les permitiesen beber y utilizarla en las letrinas comunales. Sin embargo, cada soldado debía también transportar un odre con suficiente agua como para un día de marcha.

### Comida
Todo legionario debía transportar parte de su propia comida. Si bien el ejército en plena marcha normalmente llevaba consigo una caravana de mulas u otros animales de carga para transportar los suministros, tras las reformas de Mario los legionarios fueron obligados a transportar encima unos 15 días de suministros de comida básica.

### Pala
Herramienta transportada por los legionarios para la construcción de fortificaciones, zanjas, letrinas, etc. Cada legionario llevaba, o bien una pala para cavar, o un pico para horadar la tierra.

### Pátera
La pátera era un cuenco utilizado para beber, normalmente en un contexto ritual.

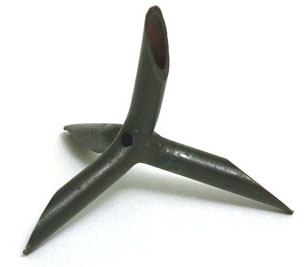
Variante moderna de un abrojo

### Tribulus
El tribulus era un abrojo. Consistía en un arma compuesta por cuatro o más clavos afilados colocados de una manera tal que uno de ellos siempre apuntase hacia arriba cuando se colocaba sobre una base estable (una forma posible, por ejemplo, era un tetraedro). Los abrojos sirven para ralentizar el avance de tropas como caballería, elefantes de guerra o infantería a pie. Se dice que era particularmente efectiva contra las blandas pezuñas de los camellos.
El escritor romano Vegecio, en su obra De Re Militari, escribió:

Los carros con guadañas utilizados en la guerra por Antíoco III el Grande y Mitrídates VI al principio aterrorizaron a los romanos, pero más tarde les vencieron. Como un carro de este tipo no siempre se encuentra en terreno plano y nivelado, la más pequeña obstrucción lo detiene. Y si uno de los caballos muriese o fuese herido, cae en manos enemigas. Los soldados romanos les hicieron inútiles mediante el siguiente sistema: en el instante en que el enfrentamiento comenzaba, sembraban el campo de batalla con abrojos, y los caballos que arrastraban los carros, corriendo al galope con ellos, eran destruidos de forma infalible. Un abrojo es una maquinaria compuesta por cuatro picas o puntas colocadas de forma que de cualquier forma en la que caigan al suelo, queda apoyada sobre tres de ellas y la cuarta queda en posición vertical.